# بوبلونز
بوبلونز (بالإنجليزية: Publons)‏ هو موقع وخدمة مجانية للأكاديميين لتتبع وعرض مراجعاتهم أبحاثهم العلمية في المجلات الأكاديمية. تم إطلاق الخدمة في عام 2012 وبلغ عدد الباحثن المسجلين في الموقع أكثر من 200,000 بحلول سنة 2017. يحتوي الموقع على أكثر من مليون مراجعة عبر 25,000 مجلة الأكاديمية. يهدف المشروع «تسريع وتيرة البحث العلم عن طريق تسخير نظام قوي لمراجعة الأقران». يدعي بوبلونز أنه من خلال تحويل مراجعة الأقران إلى مقياس للبحوث الأكاديمية،  يمكن للباحثين استخدام مراجعاتهم كدليل على مكانتهم ونفوذها في مجال تخصصهم العلمي.
يمكن بوبلونز الباحثين من الحفاظ على سجلهم من المراجعة والأنشطة التحريرية في المجلات الأكاديمية. يمكن تحميل السجل على أن يدرج في السير الذاتية وطلبات التمويلات وتشجيع وتقييم الأداء.
يوفر بوبلونز أيضا:
- أدوات للناشرين من أجل العثور على مراجعين;
- بيانات على المجتمع الأكاديمي من أجل فهم أفضل للسلوكات في مراجعة الأقران؛
- التدريب المبكر على مراجعة الأقران؛
- مناقشة وتقييم الأبحاث المنشورة.

يمكنك للمراجعين نشر محتوى المراجعة في إطار الوصول المفتوح على الرغم من أن المجلات يمكن أن تتجاوز هذا الإختيار. يتم نشر المراجعات في إطار الترخيص المشاع الإبداعي CC BY 4.0. لبوبلونز شراكات مع كبار الناشرين، بما في ذلك تايلور وفرانسيس، مطبعة جامعة أكسفورد, BMJ, و مع خدمات ذات صلة مثل Altmetric و ORCID.

## الخلفية
تأسست بوبلونز من قبل أندرو بريستون ودانيال جونستون لمعالجة وضعية مراجعة الأقران وممارسات النشر في البحث العلمي ولتشجيع التعاون وتسريع التنمية العلمية. يعني اسم بوبلونز الحد الأدنى من وحدة النشر. الشركة مسجلة في نيوزيلندا ولديها مكتب في لندن،المملكة المتحدة.
 تم الحصول على بوبلونز من قبل  Clarivate Analytics  في عام 2017 والتي تملك شبكة من الأدوات أو المنتجات مثل شبكة العلوم، ScholarOne, بعملاء من أكثر من 100 دولة وأكثر من 7000 مؤسسة. تقول بوبلونز أنها سوف تجلب المزيد من الشفافية والتدريب لممارسات مراجعة الأقران، مما يساعد على حل بعض المشاكل الحرجة التي تواجه البحوث العلمية. وهذا يشمل الإسراع في وثيرة البحث العلمي عن طريق مساعدة المحررين.

## أكاديمية بوبلونز
تقوم بوبلونز من خلال أكاديميتها بدورات تدريبية في مراجعة الأقران. هاته الدورات مجانية على الإنترنت ويتطلب من الطلاب كتابة آراء من خلال مراجعة الأقران والتي يتم تقييمها من قبل المشرف. يمكن دعوة هؤلاء المراجعين للقيام بمراجعة الأقران من طرف المجلات العلمية.

## جوائز بوبلونز لمراجعة الأقران
تقوم بوبلونز بتوزيع جوائز سنوية على الإنترنت لمراجعة الأقران في جميع أنحاء العالم وكافة المجلات. بدأت  الجوائز في عام 2016 واتسعت في عام 2017  لتشمل جائزة متعلقة بالدعوة للابتكار أو المساهمة العلمية في مجال مراجعة الأقران.

## استقبال
لاحظ  تك كرانش أن هناك غيابا للشفافية  في عملية النشر مما يؤدي إلى العديد من المشاكل  التي تساعد خدمة  بوبلونز على حلها. أشارت مجلة طبيعة إلى أن مراجعة النظراء هو عمل مهم وذكرت في ردود الفعل اثنين من المراجعين في بوبلونز.
وصلت بوبلونز في البداية إلى الأكاديميين من خلال البريد الإلكتروني غير المرغوب فيه  من أجل االتوعية حول الخدمة المجانية. واعتبر مقدموا خدمة البريد الإلكتروني أنه انتهاك لسياسات الاستخدام المقبولة. توقف بوبلونز في عام 2016 عن استعمال البريد الإلكتروني غير المرغوب فيه ومنذ ذلك الحين ركز على تنمية  قاعدة المستخدمين.[بحاجة لمصدر]

## وصلات خارجية
- الصفحة الرئيسية لبوبلونز